# 宽头短腿蟾
宽头短腿蟾（学名：Brachytarsophrys carinensis）为锄足蟾科短腿蟾属的两栖动物。分布于缅甸，泰国以及中国大陆湖南、江西、广西、四川、贵州等地，主要栖息于阴暗潮湿的常绿阔叶林的无水山冲或山溪浅水处的石下。其生存的海拔范围为650至2100米。该物种的模式产地在缅甸八莫。